# Dasymys foxi
Il ratto ispido di Fox (Dasymys foxi  Thomas, 1912) è un roditore della famiglia dei Muridi endemico della Nigeria.

## Descrizione

### Dimensioni
Roditore di piccole dimensioni, con la lunghezza della testa e del corpo tra 132 e 178 mm, la lunghezza della coda tra 121 e 155 mm, la lunghezza del piede tra 27 e 36 mm, la lunghezza delle orecchie tra 19 e 23 mm e un peso fino a 174 g.

### Aspetto
La pelliccia è lunga ed arruffata. Le parti superiori sono bruno-giallastre con la base dei peli grigio scura, i fianchi sono gradualmente più chiari, mentre le parti ventrali sono grigie chiare, spesso con dei riflessi giallo-crema. Il muso, le orecchie e i piedi sono bruno-grigiastri scuri. La coda è più lunga della testa e del corpo ed è uniformemente marrone scura.

## Biologia

### Comportamento
È una specie semi-acquatica.

## Distribuzione e habitat
Questa specie è diffuso nella Nigeria centrale.
Vive nelle savane umide, prati stagionalmente allagati, paludi e piantagioni.

## Conservazione
La IUCN Red List, considerata la mancanza di informazioni sulla storia naturale, le minacce e lo stato di conservazione, classifica D.foxi come specie con dati insufficienti (DD).